# ルクミニー・デーヴィー寺院

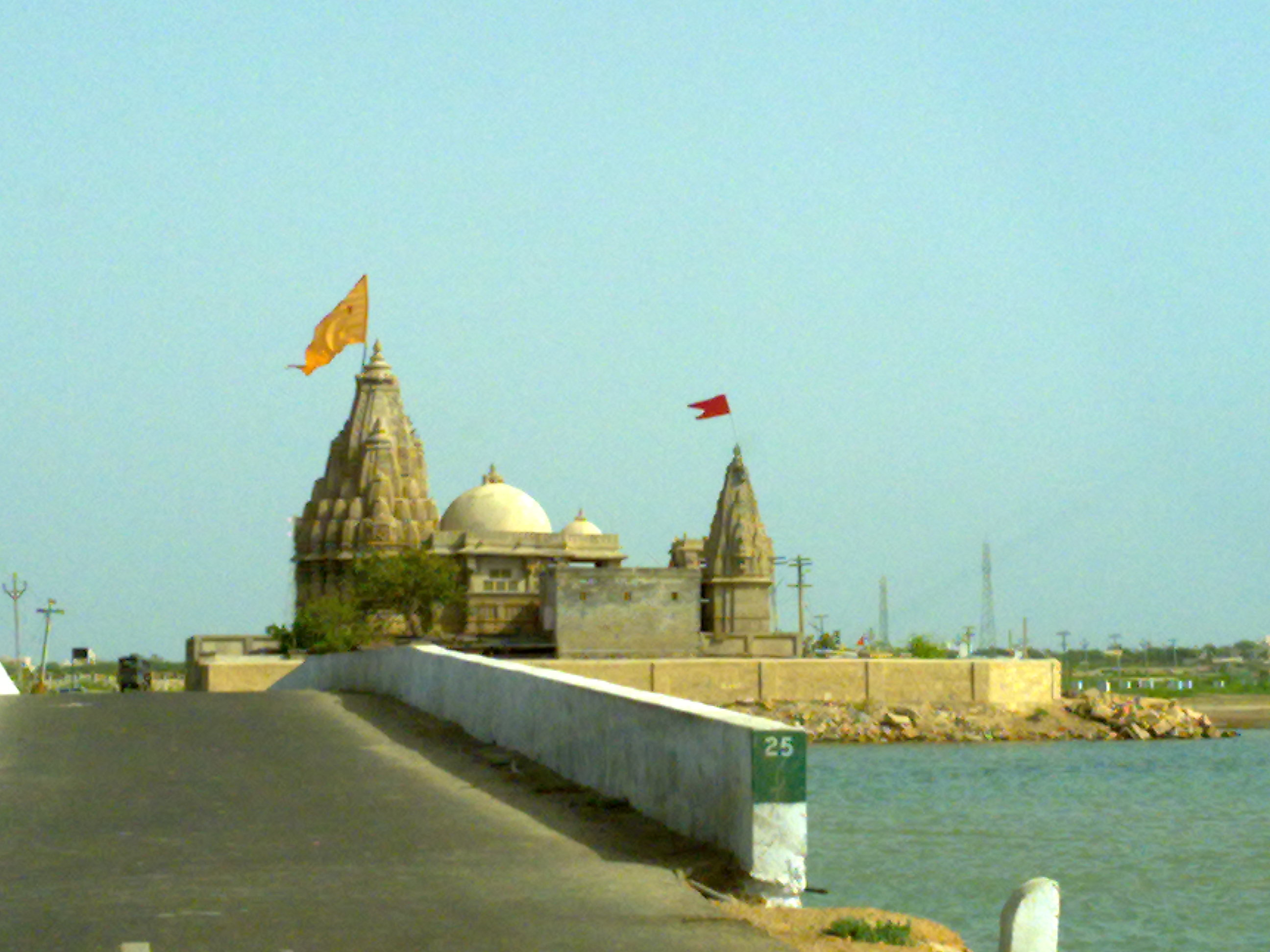
ルクミニー・デーヴィー寺院。

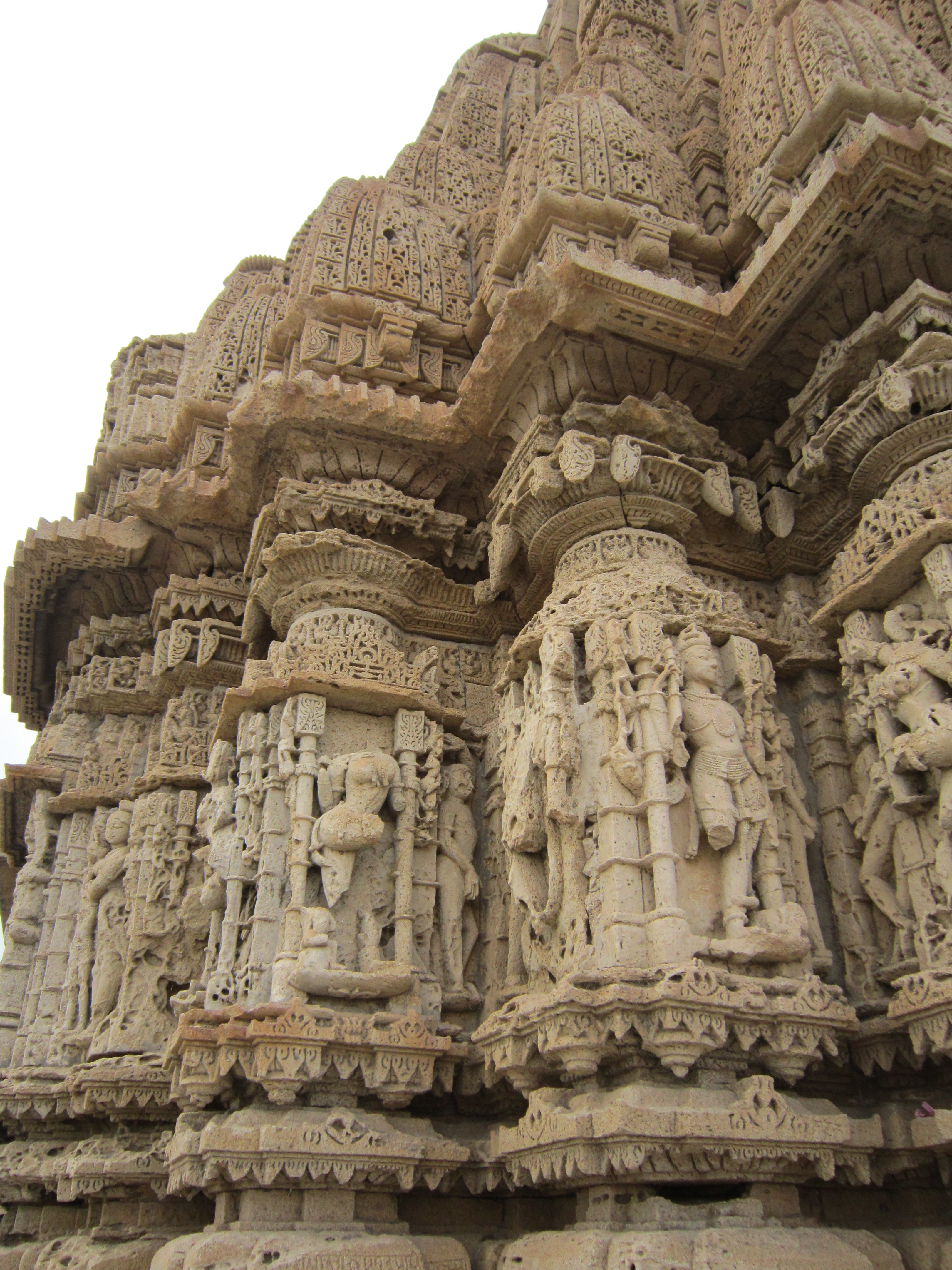
ルクミニー・デーヴィー寺院の彫刻群。

ルクミニー・デーヴィー寺院（英: Rukmini Devi Temple）は、インドのグジャラート州ドワールカーの中心市街地から2kmほど離れた郊外にあるヒンドゥー教の寺院である。女神ルクミニー（クリシュナの妃）に捧げられている。

## 概要
ルクミニー・デーヴィー寺院は2500年以上前の建立と言われる。再建された可能性があり、現在の外観は12世紀のものと推測されている。構造と彫刻は、同じくドワールカーにあるクリシュナ神に捧げられたドワールカディッシュ寺院よりもはるかに控えめだが、同様の献身的な熱意を示唆している。ルクミニーの主要な神像を収めた聖域があり、外観には神々や女神の豊かな彫刻で飾られている。塔の基部にあるパネルには、ナラタラ（narathara, 人物）とガジャタラ（gajathara, 象の列）が彫刻されている。

## 伝説
ルクミニー・デーヴィー寺院とドワールカディッシュ寺院が隣接しておらず、たがいに遠く離れていることを正当化する興味深い伝説が語られている。クリシュナとルクミニーは聖仙ドゥルヴァーサス（短気さから呪いをかけることで有名）の要請で、夕食に招待するためドゥルヴァーサス仙を連れて彼らの館まで戦車を走らせたと言われている。途中、ルクミニーが喉の渇きを癒すために水を求めたとき、クリシュナは彼女のために爪先で大地を突いて、ガンジス川の水を引き寄せた。ルクミニーは川の水で喉の渇きを潤したが、聖仙に飲み水を勧めるのを忘れたため、ドゥルヴァーサス仙は侮辱されたと感じ、夫と別居するという呪いをルクミニーにかけた。

## ギャラリー

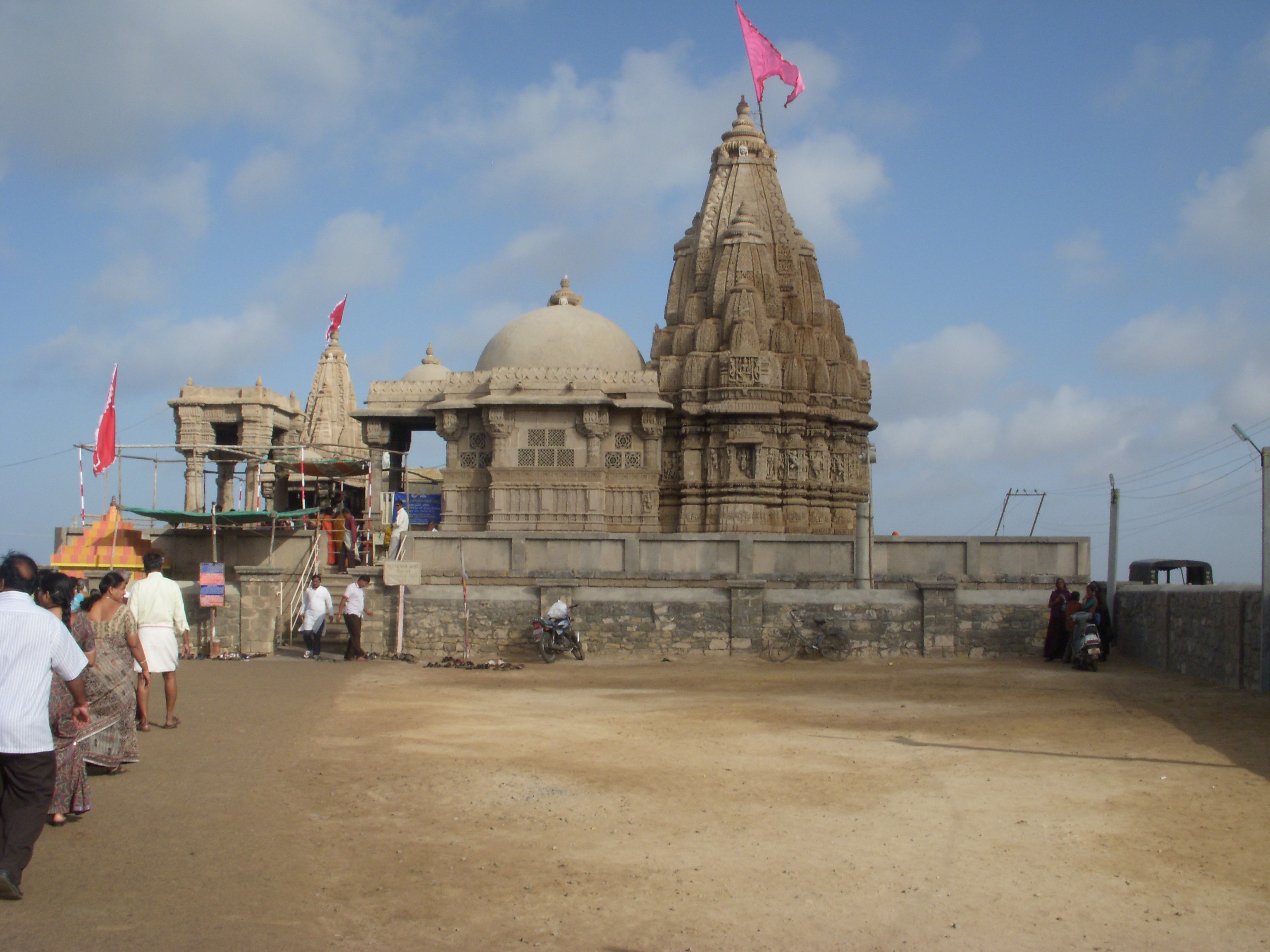
ルクミニー・デーヴィー寺院の外観
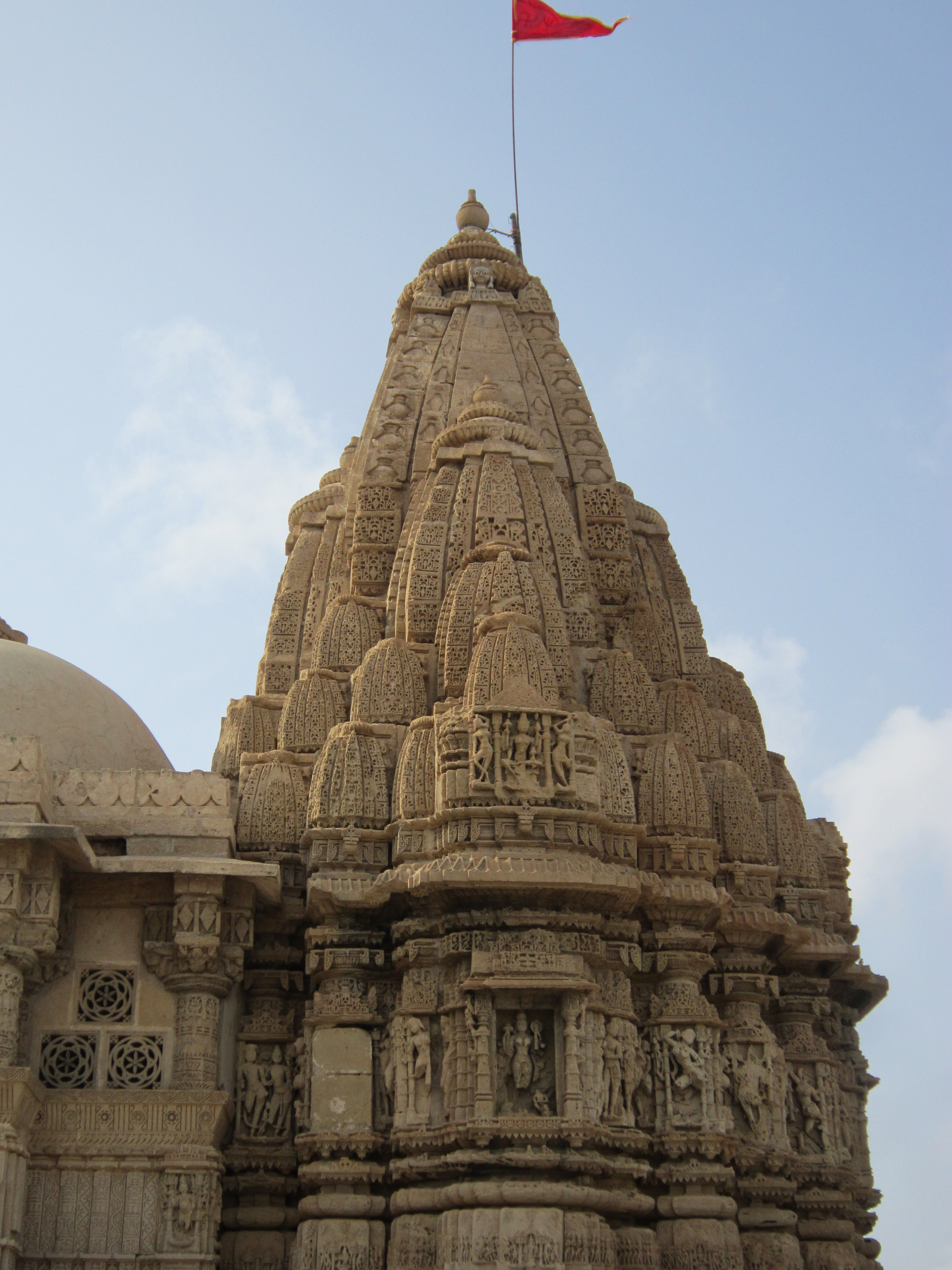
ルクミニー・デーヴィー寺院